# Lewanika
Lewanika (1842–1916) va ser un important líder polític i tradicional de la regió de Barotseland, a l'actual Zàmbia. Va ser el líder del regne dels lozis, una de les comunitats més influents del país, i va governar com a rei (litunga) de 1878 a 1916, amb l'excepció dels anys 1884 a 1885. Lewanika va ser una figura clau en la història de Zàmbia, destacant-se per la seva habilitat en la diplomàcia i la seva capacitat per mantenir la independència del seu regne davant de les pressions colonials britàniques. Va establir aliances amb potències europees i va aconseguir un cert grau d'autonomia per al seu poble. El seu regnat va marcar una època de prosperitat per a Barotseland, i Lewanika és recordat com un dels grans líders africans que va lluitar per la preservació de la seva cultura i sobirania.
Un detallat, tot i que esbiaixat, relat amb la descripció del rei 'Lubossi' (l'ortografia utilitzada) pot ser trobat en l'explorador portuguès Alexandre de Serpa Pinto 1878-1879 en la seva narrativa de viatge Como eu atravessei a África (Com vaig Travessar Àfrica, en traducció catalana).

## Biografia
Va pujar al tron el maig de 1878 succeint a Mwanawina II (que havia regnat un any i mig i va morir el 1879). El desembre de 1882 el missioner Frederick Stanley Arnot va arribar a Lealui, la capital de Barotselàndia, després de recórrer el Desert del Kalahari de Botswana. Lewanika el va retenir els següents divuit mesos, i després li va permetre mouràs pel regne, però en direcció a l'oest més a l'est com ell havia planejat.
Mentre va estar detingut, Arnot va ensenyar els fills del rei a llegir i va emprendre algun intent d'evangelització.
Arnot era present quan Lewanika va rebre una proposta dels Ndebele (matabele) per una aliança per resistir els homes blancs. Arnot hauria ajudat a Lewanika a veure els avantatges d'un protectorat britànic en termes d'una riquesa més gran i de seguretat.
El setembre de 1884 una revolta va portar al tron a Tatila Akufuna fins al juliol de 1885; després Sikufele es va mantenir rebel, però Lewanika va recuperar el poder el 4 de novembre de 1885. Arnot va deixar el país dels lozi (Bulozi) el 1884 per recuperar la seva salut i per fugir de la breu rebel·lió contra Lewanika.
Lewanika va dirigir Barotselàndia, ara part de Zàmbia, sota control britànic des de 1890, quan va fer un acord amb Cecil Rhodes per esdevenir un protectorat sota la Companyia Britànica de l'Àfrica del Sud (BSAC). Tanmateix es va sentir enganyat pels termes de l'acord doncs la BSAC va treballar a la pràctica només per ells, i va apel·lar, sense èxit, a la Corona britànica. Lewanika va dir a James Johnston (missioner) que el seu regne hauria de ser un Protectorat britànic. Va estar esperant anys per una resposta i llavors van arribar uns homes amb uns papers que deien que tenien el poder per fer el que feien. El rei va ser tranquil·litzat pel missioner local François Coillard, que era el seu intèrpret a la reunió i el rei va rebre garanties de Coillard per fer confiança en aquests homes. Lewanika va estar agrait que el seu desig hi havia estat concedit i va enviar dos ullals d'elefant enormes com a regal per la reina Victòria. Lewanika va quedar decebut al saber que els homes eren d'una empresa sud-africana i que els ullals de vori no va ser per la Reina Victòria sinó per adornar la taula de l'habitació dels directors de l'empresa. Johnston va ajudar Lewanika a escriure una carta de protesta. Lewanika va ser una gran ajuda per Johnston, ja que podia ordenar assistència per Johnston de caps subordinats.
Finalment el novembre de 1899 la reina Victòria va concedir el protectorat però dins d'una entitat anomenada Barotselàndia-Rhodèsia del Nord-oest. El 1902, Lewanika va visitar Londres per a la coronació d'Eduard VII i la Reina Alexandra, on va ser tractat amb respecte i va tenir una audiència amb el rei Eduard i una reunió informal amb el Príncep de Gal·les. Quan fou preguntat de què va parlar amb el sobirà britànic, va dir "Quan nosaltres els reis ens trobem sempre tenim moltes coses de què parlar".
El fill gran de Lewanika es deia Litia, i el 4 de novembre de 1916 va succeir al seu pare, que havia mort, amb el nom de Yeta III i sota la regència temporal de Mokamba. El seu quart fill, Mbikusita, va regnar com a Litunga de 1968 a 1977amb el nom de Lewanika II. Una de les seves filles va treballar com a mestre en la seva capital. El nom Lewanika continua sent utilitzat com a part del nom familiar, per exemple pels fills de Lewanika II, Akashambatwa Mbikusita-Lewanika, un home d'estat de Zàmbia, i Inonge Mbikusita-Lewanika, que fou ambaixador de la República de Zàmbia als Estats Units.